# Association nationale des étudiants en pharmacie de France
L' Association nationale des étudiants en pharmacie de France (ANEPF) est une association loi de 1901, créée le 14 mars 1968, représentant les intérêts des 33 000 étudiants en pharmacie de France.

## Historique
En 2020, l'ANEPF publie une enquête bien être révélant que 56 % des étudiants en pharmacie se déclare en situation de stress, et que 58 % d'entre eux auraient songé à arrêter leurs études de pharmacie. Cette enquête décrit également un faible soutien des facultés en cas de harcèlement scolaire.
Une autre enquête menée entre novembre et décembre 2021 effectué par cette association traite des violences sexuelles et sexistes dans les études de pharmacie. Cette dernière, menées auprès de 2 103 étudiants, révèle que la moitié des étudiantes en pharmacie aurait subi au moins une fois une situation de harcèlement sexuel, et qu'un quart aurait subi une agression sexuelle. La plupart de ces faits sont effectués par d'autres étudiants notamment lors de soirées, puis par des professeurs d'universités dans le cadre de l'enseignement,,,.